# Яніно-1
Яніно-1 (рос. Янино-1) — міське селище у Всеволожському районі Ленінградської області Російської Федерації.
Населення становить 21 273 осіб. Належить до муніципального утворення Заневське міське поселення.

## Історія
Від 1 серпня 1927 року належить до Ленінградської області.

## Населення
| 2002 | 2007  | 2010  | 2017  | 2018  | 2019  | 2020    |
| ---- | ----- | ----- | ----- | ----- | ----- | ------- |
| 4285 | ↘4219 | ↗4452 | ↗5999 | ↗6644 | ↗8914 | ↗11 541 |